# Graham McPherson
Graham McPherson, znan pod nadimkom Suggs, angleški glasbenik in igralec, * 13. januar 1961, Hastings.

## Glasba
Najbolj je znan kot pevec pop/ska skupine Madness.

### Solo kariera
Po tem, ko je zapustil skupino Madness je Suggs leta 1995 pri založbi Warner Records izdal svoj prvi solo album The Lone Ranger. Album se je uvrstil na 14. mesto lestvice najbolje prodajanih britanskih albumov. Prvi singel s tega albuma, priredba pesmi skupine The Beatles, I'm Only Sleeping se je uvrstil na 8. mesto britanske lestvice U.K top ten. V videospotu sta se poleg Suggsa pojavila še sva člana zasedbe Madness, Mike Barson in Chas Smash. Druga pesem s tega albuma, z naslovom Camden Town, se je uvrstila na 14. mesto. Decembra 1995 je Suggs izdal še posebni album The Christmas E.P., na katerem je bila pesem The Tune (pri njej je sodeloval Mike Barson) ter priredbe pesmi skupin Sleigh Ride in Supergrass.
Leta 1996 je njegova priredba pesmi Simona and Garfunkla Cecilia postala McPhersonova najbolj uspešna skladba, saj se je ta singel uvrstil na 4. mesto lestvice, prodanih pa je bilo več kot 500.000 kopij tega singla. Zadnji izdani singel je bila pesem No More Alcohol, ki se je uvrstila na 24. mesto.
Leta 1997 je Suggs skupaj z nogometaši posnel pesem Blue Day za nogometni klub Chelsea F.C., pesem pa je postala uradna himna tega kluba za tekmovanje v prihajajočem angleškem FA pokalu, ki ga je klub na koncu tudi dobil. Pesem se je uvrstila na 22. mesto angleške glasbene lestvice.
Leta 1998 je Suggs izdal svoj drugi solo album The Three Pyramids Club, katerega producent je bil Steve Lironi. Edini singel s tega albuma, z naslovom I Am se je uvrstil na 38. mesto angleške glasbene lestvice, bil pa je uporabljen tudi na soundtracku filma The Avengers.
Po kratki solo karieri se je spet pridružil skupini Madness, s katero so leta 1999 po 14. letih izdali album z naslovom Wonderful. Leta 2005 so nato izdali še album z naslovom The Dangermen Sessions Vol. 1. Najnovejši album naj bi izšel leta 2008.
30. julija 2007 je pri založbi Warner Records izdal album Suggs - The Platinum Collection, na katerem so zbrane njegove največje uspešnice z obeh solo albumov ter pesem Blue Day ter remix pesmi Cecilia.
1. ↑  Discogs — 2000.